# Carla Berling

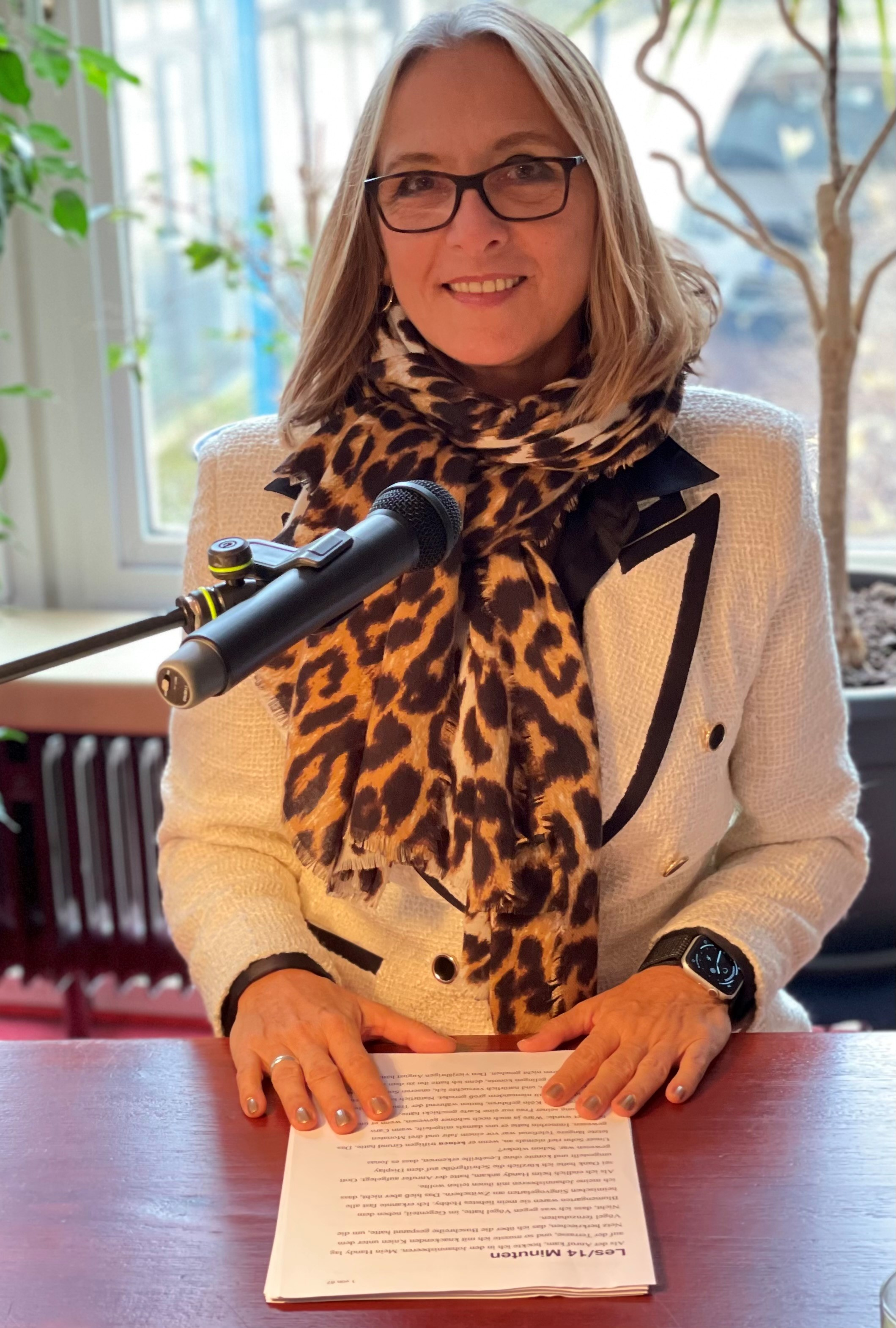
Carla Berling (2023)

Carla Berling (* 3. Juni 1960 als Peggy Wehmeier in Bad Oeynhausen) ist eine deutsche Autorin. Sie schreibt auch unter dem Pseudonym Felicitas Fuchs.

## Leben
Nach dem Besuch der Schule machte sie eine Ausbildung als Einzelhandelskauffrau und arbeitete danach in verschiedenen Tätigkeiten im Handel, der Gastronomie und der Versicherungsbranche. Ab 1995 war sie freie Mitarbeiterin beim Westfalenblatt, in Redaktionen diverser Marketing-Magazine sowie Prosa-Redakteurin der Zeitschrift Federwelt; anschließend arbeitete sie bei der Neuen Westfälischen. Es folgten erste Veröffentlichungen in Literaturzeitschriften. Dann begann sie, Bücher zu schreiben und Lesungen zu halten. Neben Kriminalromanen schreibt sie auch humorvolle Frauenbücher und historische Romane.
Nachdem sie einige Jahre im Selbstverlag veröffentlicht hatte, erschien 2017  im Heyne Verlag ihr Roman Mordkapelle, der vierte Band der Krimiserie um die Journalistin Ira Wittekind. Im selben Verlag folgten weitere Romane wie Der Alte muss weg (2019), Klammerblues um zwölf (2020) oder Was nicht glücklich macht, kann weg (2021). 
2022 veröffentlichte sie ebenfalls bei Heyne als Felicitas Fuchs den ersten Teil der Romantrilogie Mütter: Minna. Kopf hoch, Schultern zurück. Im Januar 2023 folgte Teil 2, Hanne. Die Leute gucken schon, das auf Anhieb Platz zehn der Spiegel-Bestsellerliste erreichte. Der letzte Teil der Reihe, Romy. Mädchen, die pfeifen, erschien im Juli 2023 und erreichte Platz 6. Die Akte Schneeweiß erschien 2025 und stieg auf Platz 14 ein.
Berling lebt in Köln, ist verheiratet und hat zwei Söhne. Einer ihrer Söhne ist der Musicaldarsteller Marlon Wehmeier.

## Werke
Als Peggy Wehmeier
- Mit Power durch die Pleitezeit – Kein Job, kein Geld, auf geht’s. 2. Auflage. VirPriV Verlag, Fuchstal 2000, ISBN 3-9806292-6-0.
- Die Versammlung der Winde und andere fast wahre Geschichten. Geest-Verlag, Ahlhorn 2000, ISBN 3-934852-51-3
- mit anderen: Heiligabend mit Cher und andere erotische, skurrile bis nachdenkliche Kurzgeschichten. VirPriV Verlag, Fuchstal 2000, ISBN 3-9806292-4-4.
- mit Stephan Peters, Malte S. Sembten: Tod eines Satanisten II., VirPriV Verlag, Bad Oeynhausen 2001, ISBN 3-935327-14-5.
- Von Zaunkönigen und anderen Zeitgenossen. VirPriV Verlag, Bad Oeynhausen 2001, ISBN 3-935327-16-1.
- Das Alte Buch Mamsell – Märchen für Kleine und Große. Verlag Andreas Schröter, 2002, ISBN 3-9808278-5-2.

Als Carla Berling
- Im Netz der Meister. Seitenblick Verlag, Siegburg 2007, ISBN 978-3-933540-15-7.
- Im Netz der Meister II. Seitenblick Verlag, Siegburg 2008, ISBN 978-3-933540-16-4.
- Jesses Maria: Kulturschock. Books on Demand, Norderstedt 2008, ISBN 978-3-8370-6524-4.
- Jesses Maria: Wechseljahre. Books on Demand, Norderstedt 2010, ISBN 978-3-8391-4627-9.
- Vom Kämpfen und vom Schreiben. Kulturmaschinen-Verlag, Berlin 2011, ISBN 978-3-940274-40-3.
- Jesses Maria: Hochzeitstag. Books on Demand, Norderstedt 2013, ISBN 978-3-7322-4230-6.
- Die Rattenfänger. VAT Verlag André Thiele, Mainz 2013.
- Mordkapelle. Heyne, München 2017, ISBN 978-3-453-41996-4.
- Sonntags Tod. Heyne, München 2017, ISBN 978-3-453-41993-3.
- Königstöchter. Heyne, München 2018, ISBN 978-3-453-41994-0.
- Tunnelspiel. Heyne, München 2018, ISBN 978-3-453-41995-7.
- Der Alte muss weg. Heyne, München 2019, ISBN 978-3-453-42315-2.
- Pechmaries Rache. Heyne, München 2019, ISBN 978-3-453-42252-0.
- Klammerblues um zwölf. Heyne, München 2020, ISBN 978-3-453-42412-8.
- Was nicht glücklich macht, kann weg. Heyne, München 2021, ISBN  978-3-453-42492-0.
- Glück für Wiedereinsteiger. Heyne, München 2024, ISBN 978-3-453-42905-5.

Als Felicitas Fuchs
- Minna. Kopf hoch, Schultern zurück: Mütter-Trilogie 1, Heyne, München 2022, ISBN  978-3-453-42643-6.
- Hanne. Die Leute gucken schon: Mütter-Trilogie 2, Heyne, München 2023, ISBN 978-3-453-42620-7.
- Romy. Mädchen, die pfeifen: Mütter-Trilogie 3, Heyne, München 2023, ISBN 978-3-453-42644-3.
- Die Akte Schneeweiß, Heyne, München 2025, ISBN 978-3-453-42904-8

Hörbücher
- Mordkapelle: Wittekind 4. Random House Audio, München 2017, ISBN 978-3-8371-3843-6. Gekürzte Ausgabe, Sprecherin: Vera Teltz.
- Sonntags Tod: Wittekind 1. Random House Audio, München 2017, ISBN 978-3-8371-4064-4. Ungekürzte Ausgabe, Sprecherin: Vera Teltz.
- Der Alte muss weg. Schall und Wahn, Bergisch Gladbach 2020, Ungekürzte Ausgabe, Sprecherin: Carla Berling.
- Klammerblues um zwölf. Schall und Wahn, Bergisch Gladbach 2020, ISBN 978-3-8371-5368-2. Gekürzte Ausgabe, Sprecherin: Katharina Thalbach.
- Was nicht glücklich macht, kann weg. Schall und Wahn, Bergisch Gladbach 2021, ISBN 978-3-8371-5816-8. Ungekürzte Ausgabe, Sprecherin: Carla Berling.
- Minna. Kopf hoch, Schultern zurück. Random House Audio, München 2022, Sprecherin: Irina Scholz.
- Hanne. Die Leute gucken schon. Random House Audio, München 2023, Sprecherin: Irina Scholz.
- Königstöchter: Wittekind 2. Lausch Medien, Hamburg 2023, Ungekürzte Ausgabe, Sprecherin: Carla Berling.
- Tunnelspiel: Wittekind 3. Lausch Medien, Hamburg 2023, Ungekürzte Ausgabe, Sprecherin: Carla Berling.
- Pechmaries Rache: Wittekind 5. Lausch Medien, Hamburg 2024, Ungekürzte Ausgabe, Sprecherin: Carla Berling.
- Glück für Wiedereinsteiger. Schall und Wahn, Bergisch Gladbach 2024, Ungekürzte Ausgabe, Sprecherin: Carla Berling
- Die Akte Schneeweiß. Random House Audio, München 2025, ISBN 978-3-8371-6975-1 Ungekürzte Ausgabe, Sprecherin: Carla Berling